# Chemin de fer Clarens–Chailly–Blonay
Pour les articles homonymes, voir CCB.
Le chemin de fer Clarens–Chailly–Blonay (CCB) exploitait une ligne de chemin de fer à voie métrique en Suisse romande, propriété de l'entreprise ferroviaire homonyme. Du fait que la plus grande partie de la ligne passait par la route, il offrait plutôt le caractère d'un tramway interurbain et prit le nom de tramway Clarens-Chailly-Blonay.

## Histoire
La ligne de chemin de fer Clarens-Chailly-Fontanivent-Blonay a été construite selon les normes du Montreux-Oberland Bernois (MOB).
L’inauguration de la ligne de chemin de fer reliant Chailly à Blonay via, Fontanivent, Brent et Tercier eut lieu le 23 novembre 1911. 
Le 4 juillet 1915, un prolongement a relié l’ancien embarcadère (au bout de la rue du port) de la compagnie générale de navigation sur le lac Léman (CGN) à Clarens, avec l’ancien terminus du chemin de fer Clarens–Chailly–Blonay. Ce terminus se situait au-dessus du pont de la ligne du chemin de fer Lausanne–Brig (ligne du Simplon) qui passait au-dessus de la rue, près de la gare de Clarens des chemins de fer fédéraux (CFF).
La ligne étant exploitée par le MOB, le matériel roulant du CCB était entretenu aux ateliers du MOB de Chernex et des véhicules du MOB ont circulé sur cette ligne.
Le 1er octobre 1943 la section finale du prolongement est fermée en raison de l’absence de demande entre Clarens-Gambetta et Clarens-Débarcadière, soit le tronçon en commun avec le tramway Vevey-Montreux-Chillon-Byron-Villeneuve.
Le 31 décembre 1955 circula le dernier train. Le jour suivant, 1er janvier 1956, une ligne d’autobus reprenait le service. Après la fermeture, la ligne de chemin de fer est démontée.

## Tracé de la ligne
La majorité de la voie ferrée de la ligne Clarens-Chailly-Blonay était intégrée à la route et à voie unique. Elle disposait de quatre voies d'évitement disposées entre les stations de Clarens CFF, (halte de) Chailly, Fontanivent et Blonay.
La voie de la section Clarens-Débarcadière -  Clarens-Gambetta empruntait les voies du tramway Vevey-Montreux-Chillon-Byron-Villeneuve à la rue du Lac. De Clarens-Gambetta, qui sera le terminus à partir de 1943, à la halte de Chailly, qui comportait chacune deux voies, la voie suivait d'abord la rue Gambetta, où elle passait sous la ligne du Simplon, puis la route de Chailly. À partir de la halte de Chailly, qui disposait de deux voies, la ligne prenait la route de Brent jusqu'au pont sur la Baye de Clarens. Après le pont et la halte Les Bonnettes, elle quittait la route en bifurquant au sud pour monter à flanc de coteaux (Les Râles) jusqu'à la halte de Planchamp-Dessus (la route actuelle de la Combe emprunte la première partie de ce tronçon).

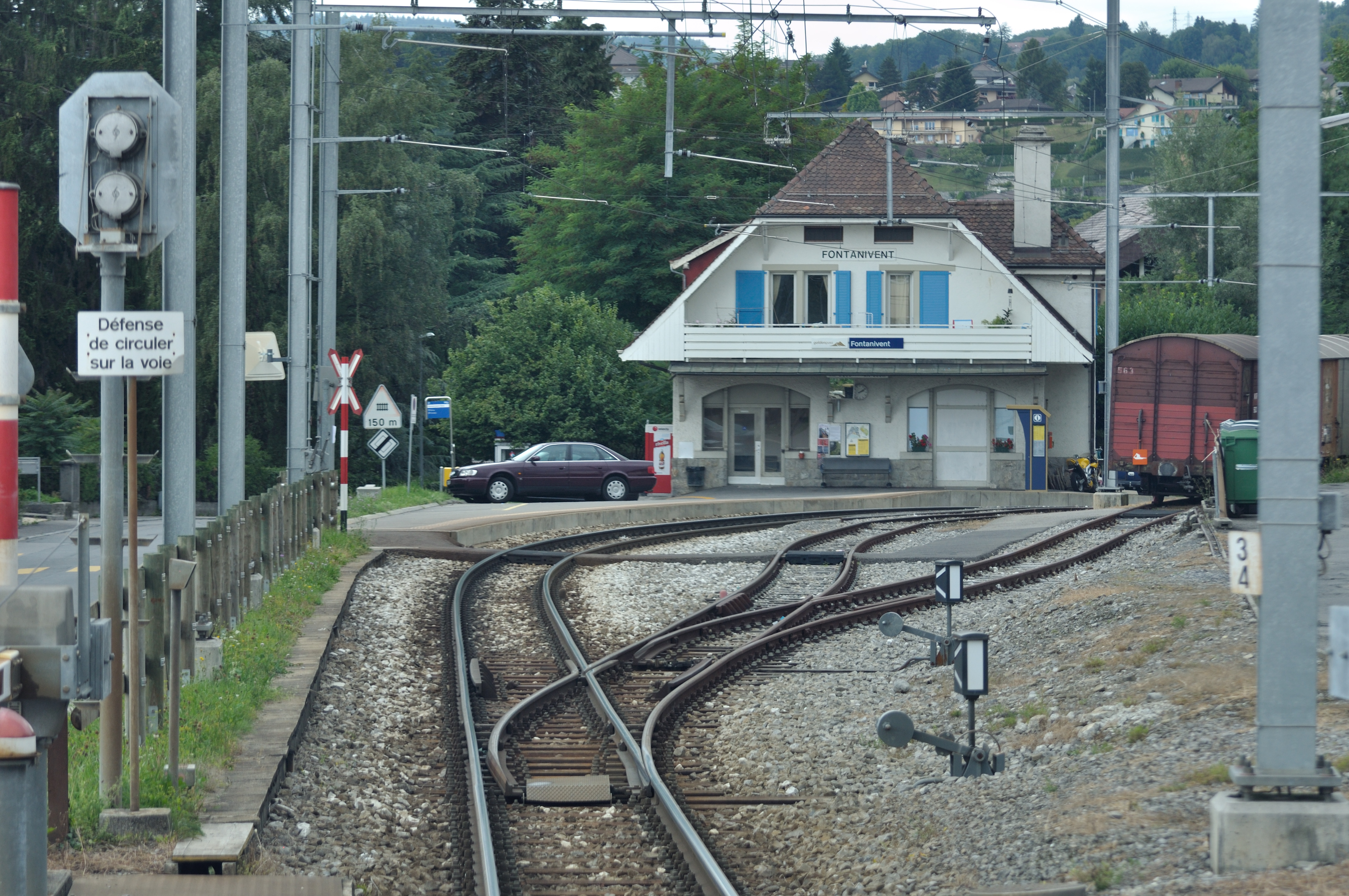
Vue de la gare de Fontanivent. La voie de droite menait à la remise du CCB, la voie du milieu menait vers Blonay et la voie de gauche est celle du MOB qui provient de Montreux et que le CCB empruntait.

Pour rejoindre la gare de Fontanivent, la ligne rejoint le trajet de la voie du MOB en passant d'abord sous elle, puis bifurquait vers le nord en passant par un tunnel hélicoïdal encore existant, et la rejoignait en parallèle juste avant la demi-boucle faisant bifurquer vers le sud. La ligne du CCB empruntait ensuite la voie du MOB après le passage à niveau sur la route de Fontanivent pour rejoindre la station.
Pour poursuivre vers Blonay depuis la gare de Fontanivent, le train devait rebrousser puis repartir par une voie juste à l'Est de la station, voie qui menait également à une remise du CCB. Le début de cette voie existe encore et sert de voie d'évitement au MOB et la voie de la remise, remise qui a été utilisée encore des années par le MOB et dont il ne reste aujourd'hui plus que les fondations en béton, lui sert actuellement de voie de garage. 
Jusqu'à Brent, disposant de sa propre voie, la ligne longe la route Fontanivent - Brent, puis, à la hauteur de l'église, rejoint à nouveau la route de Brent menant à Blonay. Après la halte de Brent, la ligne franchissait le Baye de Clarens sur le viaduc actuel datant de 1901 et poursuivait sur la route. 
Environ deux cents mètres avant le village de Blonay, la voie quittait la route en bifurquant vers l'est pour rejoindre une halte au sud du village (la halte de Tercier?). Finalement après la halte, la ligne tourne vers le nord pour rejoindre et suivre en parallèle la ligne Blonay - Chamby des Chemins de fer électriques veveysans (CEV). La station de Blonay du CCB, séparée de la gare des CEV, se composait de deux voies et d'une maisonnette en bois.

## Matériel roulant
Automotrices électriques
- Ce 2/2 1 à 3 (1911) SIG / MFO

Voitures
- C2 11,12 et 14 (1896) SIG - 11 et 12 en provenance de la Compagnie Genevoise des Tramways Électriques (CGTE)

Wagons marchandises
- M2 1 et 2 (1913) ACMV

Tout le matériel roulant sera démoli juste après la fermeture de la ligne de chemin de fer en 1956.